# Cutler Bay
Cutler Bay város az USA Florida államában, Miami-Dade megyében. Lakosainak száma 45 425 fő (2020. április 1.).

## Népesség
A település népességének változása:

| 2010 | 40 286 |
| 2020 | 45 425 |